# Kerlouan
Kerlouan é uma comuna francesa na região administrativa da Bretanha, no departamento Finisterra. Estende-se por uma área de 17,82 km². Em 2010 a comuna tinha 2 145 habitantes (densidade: 120,4 hab./km²).